# PhyloCode
PhyloCode (ファイロコード) は、正式名称を International Code of Phylogenetic Nomenclature（国際系統命名規約）といい、系統発生に基づいた命名に関する規約である。特にクレードの命名を規定することに主眼が置かれている。
PhyloCodeは、International Society for Phylogenetic Nomenclature（ISPN）の管理下にある。2020年の第6版は紙媒体で出版された初めての版であり、それと同時に出版された『Phylonyms』がPhyloCodeに基づいた命名の開始点となっている。また、それらの名前についてはオンラインデータベースの『RegNum』が存在している。
種名については階級に基づいた既存の命名規約（国際藻類・菌類・植物命名規約、国際動物命名規約、国際原核生物命名規約、The International Code of Virus Classification and Nomenclature（国際ウイルス分類委員会が管理））に委ねることになっている。PhyloCodeは、既存の学名を置き換えるものではなく、あくまでその補完を目指すものとされる。

## 概要
PhyloCodeは、どの名前および定義が有効で、どの名前がホモニムまたはシノニムで、どの名前を使うべきか（ふつうは優先権をもつもの）といったことを定めることで、系統的な命名を行なおうとする 。PhyloCodeでは、単系統群のクレードに対する名前のみが認められ、側系統群や多系統群は認められない。定義には標本・種・派生形質が用いられる。

## 系統的な定義
階級に基づいた命名規約とは異なり、PhyloCodeは階級の使用を必須としないが、使用することも認められている。
階級に基づいた命名規約では、属や科などの階級を用い、通常はタイプ標本またはタイプ分類群によってを分類群を定義している。ここでは、ある名前の分類群がタイプ以外に何を含むかは限定されない。
一方、PhyloCodeにおいては、ある名前の分類群に何が含まれるかについて、系統関係に基づいて定義・限定される。種・標本・派生形質を用いて共通祖先を指定し、その共通祖先の子孫すべてを含むグループとして定義される。したがって、系統的に定義された分類群に何を含まれるかは、どの系統仮説を採用するかに依存する。
以下は系統的な定義の例である。
- 最小クレード定義（minimum-clade definition）（第4版までの分岐点（ノード）に基づく定義に相当）
  - 「AとBの最も近い共通祖先に由来するクレード」または「AとBを含む最小のクレード」
- 最大クレード定義（maximum-clade definition）（第4版までの枝（ブランチ）に基づく定義や幹（ステム）に基づく定義に相当）
  - 「Zとの共通祖先よりAとの共通祖先の方が新しいすべての生物または種にＡ自身を加えたクレード」または「Aを含むがZは含まない最大のクレード」
- 派生形質（アポモルフィー）に基づく定義
  - Aのもつ派生形質Mを有する最初の生物または種に由来するクレード

これら以外にも、クラウングループであるかなど、他の基準を加えた定義も可能である。
以下の表では、従来の命名規約に基づいた階級で使用してされてきた分類群を系統的に定義した例を示す。以下における哺乳類のように、最小クレード定義において、現生種のみが用いられる場合、 それはクラウングループとなる。（伝統的な定義では、哺乳類は化石でしか見つかっていないグループを含み、クラウングループより広いものとなる。）
| 名前             | 定義の種類                             | 系統的な定義 |
| ---------------- | -------------------------------------- | --- |
| Dinosauria 恐竜  | 最小クレード定義                       | Iguanodon bernissartensis、Megalosaurus bucklandii、Cetiosaurus oxoniensisを含む最小のクレード                                                                      |
| Mammalia 哺乳類  | 最小クラウンクレード定義               | ヒト、ミナミオポッサム、ハリモグラを含む最小のクラウンクレード |
| Rosidae バラ類   | 最大クラウンクレード定義               | Rosa cinnamomeaを含むが、Saxifraga mertensianaとヒマワリとBerberidopsis corallinaとコハコベとヤドリギとビワモドキとGunnera perpensaを含まない最大のクラウンクレード |
| Amphibia 両生類  | 最大トータルクレード定義               | Caecilia tentaculata、Siren lacertina、オオサンショウウオ、ホライモリ、ヨーロッパアカガエルを含むが、ヒトを含まない最大のトータルクレード                           |
| Diapsida 双弓類  | 派生形質に基づく定義                   | ムカシトカゲに遺伝しているような「上側頭窓と下側頭窓」を派生形質として特徴づけられるクレード                                                                        |
| Eukarya 真核生物 | 派生形質で修正したクラウンクレード定義 | ヒトに遺伝しているような、核膜孔を含む核膜で区切られた核の保持が、他のクラウンクレードと比較して派生形質となるクラウンクレード                                      |

## 版
PhyloCodeの草案は何回かの改訂を経ている。 旧版はすべてWebサイトに残されている。2021年9月時点での最新版である第6版は、2019年1月20日に完成し、2020年6月8日にリリースされたものである。

## 構成
他の命名規約と同様に、PhyloCodeの規則は各条にまとめられ、各条はさらに各章にまとめられている。条には注釈や、例、勧告が含められている。

## 登録データベース
PhyloCode に関連するデータベースとしてRegNumがあり、ここに全てのクレード名と定義が登録・保存される。これにより、クレード名を定義に関連づける一般利用可能なツールが提供されることとなり、さらにTreeBASEなどの系統樹データベースを介して下位分類群や標本とも関連づけられることが期待される。
しかしながら、現在のところ、 RegNum の最も重要な目的は、シノニムのホモニムのうちどれを用いるべきかを、（保存名の場合を除き）登録番号の最も若いものとして決定することである。

## 歴史
(PhyloCode の序文の要約)
PhyloCodeは、1998年8月にハーバード大学において開かれたワークショップで、その範囲と内容が決められたことから始まった。後にさらに数人がプロジェクトに加わり、ワークショップ参加者の多くと共にアドバイザーとして貢献した。 2000年4月、ウェブ上で草案が公開され、科学界からのコメントが求められた。
2002年7月にイェール大学で第2回ワークショップが開催され、PhyloCode の規則と勧告にいくつかの変更が加えられた。 その他にも何度か改訂が実施されている。
2004年7月6日から2004年7月9日にかけてフランスのパリで開催された第1回国際系統命名会議には、11ヶ国からおよそ70名の系統分類学者と進化生物学者が参加した。これは、系統命名規約に全面的に焦点を当てた、複数日開催の公開会議として最初のものであり、ISPNの発足の場となった。ISPNの会員は系統命名委員会(CPN)のメンバーを選出し、委員会は PhyloCode のコンセプト作りの初期段階を監督したアドバイザーグループの役割を引き継いだ。
2006年6月28日から2006年7月2日にかけて、米国コネチカット州ニューヘイブンにあるイェール大学で第2回国際系統命名会議が開催された。
第3回国際系統命名会議は、2008年7月21日から2008年7月22日にかけてカナダのノバスコシア州ハリファックスにあるダルハウジー大学で開催された。

### 影響
PhyloCode の理論的基盤は、系統樹によって分類群の名称を定義することが可能であるという主張に始まり、デ・ケイロスとゴーティエによる一連の論文の中で形成された。
元々、階級に基づいた命名規約を統一する試みとしてBioCode の草案があり、PhyloCode は可能な限りこれをモデルとして作られた。PhyloCode の構成、専門用語や条文上の表現の一部が BioCode と共通するのはそのためである。一部の規則は、既存の命名規約、特に植物命名規約や動物命名規約に由来する。しかし、PhyloCodeの多くの規則は、体系において用いられる定義が根本的に異なるため、既存の命名規約中に対応するものが存在しない。

## 将来
PhyloCode は議論の的になっており、分類学者からの強い批判も根強い。プロジェクトは10年以上前に発足したにもかかわらず、PhyloCode の普及を支持する人は依然として少ない。2019年の時点では、規約が施行されたとしても実際にどれだけ広く使われるかは不透明である。支持者の一部は、少なくとも最初は、関連する登録データベース RegNum に関する規則のみを施行すべきで、RegNumがクレードの名称と定義を検索するツールとして科学界に受け入れられれば、次の段階に移れるかもしれないと考えている。
PhyloCodeに対する批判文献の一覧は、再反論とともにISPNのウェブサイトで見ることが出来る。

## 引用文献
1. ↑  “PhyloCode”. phylonames.org. 2021年9月2日閲覧。
2. ↑  “International Society for Phylogenetic Nomenclature”. phylonames.org. 2021年9月2日閲覧。
3. ↑   Phylonyms : a companion to the PhyloCode. Kevin De Queiroz, Philip D. Cantino. Boca Raton, FL. (2020). ISBN 978-0-429-44627-6. OCLC 1107100198
4. 1 2 3  “RegNum | Search : Index”. www.phyloregnum.org. 2021年9月2日閲覧。
5. ↑  “PhyloCode: Preface”. phylonames.org. 2021年9月2日閲覧。
6. ↑  SDictionary (2015年4月15日). “PhyloCode Meaning”.  YouTube. 2018年11月27日閲覧。
7. ↑  “International Code of Phylogenetic Nomenclature, Version 4b - Article 13: Homonymy”.   ohiou.edu. 2010年7月7日閲覧。
8. ↑  “International Code of Phylogenetic Nomenclature Version 4b, Article 14: Synonymy”.   Ohiou.edu. 2010年7月7日閲覧。
9. ↑  “International Code of Phylogenetic Nomenclature, Version 4b - Chapter II. Publication”.   Ohiou.edu. 2010年7月7日閲覧。
10. ↑  “International Code of Phylogenetic Nomenclature, Version 4b - Rule 1.1”.   Ohiou.edu. 2010年7月7日閲覧。
11. ↑  “International Code of Phylogenetic Nomenclature, Version 4b - Article 11. Specifiers and Qualifying Clauses”.   Ohiou.edu. 2010年7月7日閲覧。
12. ↑  “International Code of Phylogenetic Nomenclature, Version 4b - Article 3. Hierarchy and Rank”.   Ohiou.edu. 2010年7月7日閲覧。
13. ↑  “Definition of 'subtaxon'”.   Collins. 2018年11月27日閲覧。
14. ↑  “PhyloCode: Division II. Rules; Chapter IV. Establishment of Names; Article 9. General Requirements and Phylogenetic Definitions”. phylonames.org. 2021年9月2日閲覧。
15. ↑  Anderson, Jason S. (2002). “Use of Well-Known Names in Phylogenetic Nomenclature: A Reply to Laurin”. Systematic Biology 51 (5):  822–827. doi:10.1080/10635150290102447. PMID 12396594 2011年12月28日閲覧。.
16. ↑  “International Society for Phylogenetic Nomenclature: Documents”. phylonames.org. 2021年9月2日閲覧。
17. ↑  “PhyloCode: Appendix A. Registration Procedures and Data Requirements”. phylonames.org. 2021年9月2日閲覧。
18. ↑  “International Code of Phylogenetic Nomenclature, Version 4b - Preface”.   Ohiou.edu. 2010年7月7日閲覧。
19. ↑  Laurin, M.; P. D. Cantino (2004). “First international phylogenetic nomenclature meeting: a report”. Zool. Scr. 33 (5):  475–479. doi:10.1111/j.0300-3256.2004.00176.x.
20. ↑  Laurin, M.; P. D. Cantino (2007). “Second meeting of the International Society for Phylogenetic Nomenclature: a report”. Zool. Scr. 36:  109–117. doi:10.1111/j.1463-6409.2006.00268.x.
21. ↑  Ghiselin, M. T. (1984). “"Definition," "character," and other equivocal terms”. Syst. Zool. (Society of Systematic Biologists) 33 (1):  104–110. doi:10.2307/2413135. JSTOR 2413135.
22. ↑  de Queiroz, K.; J. Gauthier (1990). “Phylogeny as a central principle in taxonomy: Phylogenetic definitions of taxon names”. Syst. Zool. (Society of Systematic Biologists) 39 (4):  307–322. doi:10.2307/2992353. JSTOR 2992353.
23. ↑  de Queiroz, K.; J. Gauthier (1992). “Phylogenetic taxonomy”. Annu. Rev. Ecol. Syst. 23:  449–480. doi:10.1146/annurev.es.23.110192.002313.
24. ↑  de Queiroz, K.; J. Gauthier (1994). “Toward a phylogenetic system of biological nomenclature”. Trends Ecol. Evol. 9 (1):  27–31. doi:10.1016/0169-5347(94)90231-3. PMID 21236760.
25. ↑  Greuter, W.; D. L. Hawksworth; J. McNeill; A. Mayo; A. Minelli; P. H. A. Sneath; B. J. Tindall; P. Trehane et al. (1998). “Draft BioCode (1997): the prospective international rules for the scientific names of organisms”. Taxon (International Association for Plant Taxonomy (IAPT)) 47 (1):  127–150. doi:10.2307/1224030. JSTOR 1224030.
26. ↑  Greuter, W.; F. R. Barrie; H. M. Burdet; W. G. Chaloner; V. Demoulin; D. L. Hawksworth; P. M. Jørgensen; J. McNeill et al. (1994). International Code of Botanical Nomenclature (Tokyo Code). Koeltz Scientific Books, Königstein, Germany. ISBN 1-878762-66-4
27. ↑  Greuter, W.; F. R. Barrie; H. M. Burdet; V. Demoulin; T. S. Filgueiras; D. L. Hawksworth; J. McNeill; D. H. Nicolson et al. (2000). International Code of Botanical Nomenclature (Saint Louis Code). Koeltz Scientific Books, Königstein, Germany
28. ↑  McNeill, J.; F. R. Barrie; H. M. Burdet; V. Demoulin; D. L. Hawksworth; K. Marhold; D. H. Nicolson; J. Prado et al. (2006). International Code of Botanical Nomenclature (Vienna Code). Gantner, Ruggell, Liechtenstein. ISBN 3-906166-48-1
29. ↑  International Commission on Zoological Nomenclature (1985). International Code of Zoological Nomenclature (3rd ed.). International Trust for Zoological Nomenclature. ISBN 0-85301-006-4
30. ↑  International Commission on Zoological Nomenclature (1999). International Code of Zoological Nomenclature (4th ed.). International Trust for Zoological Nomenclature. ISBN 0-85301-006-4
31. ↑  Nixon, K.C., Carpenter, J.M. & Stevenson, D.W. (2003): The PhyloCode Is Fatally Flawed, and the "Linnaean" System Can Easily Be Fixed. The Botanical Review no 69(1): pp111-120 article